# Fuerza Aérea Libia Libre
La Fuerza Aérea Libia Libre (en árabe: القوات الجوية الليبية الحرة) era la fuerza aérea del Consejo Nacional de Transición, estaba conformada por el personal militar que desertó de la Fuerza Aérea Libia y se unió a las fuerzas opositoras a Gadafi durante la Guerra de Libia de 2011 y por los aviones capturados por las fuerzas rebeldes.

## Operaciones
El 13 de marzo de 2011, Ali Atiyya, un coronel de la Fuerza Aérea de Libia en el aeropuerto militar de Mitiga, cerca de Trípoli, desertó y se unió al bando rebelde. Esta es la primera referencia a las fuerzas opositoras, que tiene la Fuerza Aérea. Más tarde, el 16 de marzo, dos aviones de combate MIG-21 aterrizaron en el aeropuerto de Bengasi y se unieron a las fuerzas rebeldes.
La Fuerza Aérea de Libia Libre se mostró por primera vez 15 de marzo, lanzando un ataque con un MiG-23 y un helicóptero, hundiendo dos buques de guerra del bando de Gadafi en la costa oriental cerca del frente de batalla en Ajdabiya. Previamente, el mismo avión también bombardeó un número indeterminado de tanques leales cerca de Brega y Ajdabiya.El 19 de marzo, un MiG-23UB fue derribado durante la Segunda Batalla de Bengasi. Los medios de comunicación estaban confundidos inicialmente, hasta que un portavoz confirmó que el avión pertenecía a los rebeldes. Un portavoz de las fuerzas pro-Gaddafi dijo que los rebeldes habían violado la zona de exclusión aérea de las Naciones Unidas.  Más tarde se informó que los rebeldes parecían haber derribado el avión que bombardeaba Bengasi. Sin embargo, según el portavoz de los rebeldes, el avión fue derribado por las fuerzas leaes. Por último, la BBC informó el 20 de marzo que el avión rebelde fue abatido por fuego aliado, y el piloto murió después de expulsarse demasiado tarde. El 9 de abril, un helicóptero rebelde Mi-25 fue visto sobrevolando Ajdabiya,posteriormente se afirmó que fue derribado por las fuerzas del gobierno. Ese mismo día, un MiG-23 rebelde fue interceptado por aviones de la OTAN y escoltado de regreso a su base.

## Inventario
| Aeronave                           | Origen          | Tipo                                | Versiones        | En servicio   | Observaciones            |               |
| Avión de caza                      | Avión de caza   | Avión de caza                       | Avión de caza    | Avión de caza | Avión de caza            | Avión de caza |
| ---------------------------------- | --------------- | ----------------------------------- | ---------------- | ------------- | ------------------------ | ------------- |
| Mikoyan-Gurevich MiG-21            | Unión Soviética | combate/interceptor                 |                  | 1+            |                          |               |
| Mikoyan-Gurevich MiG-23BN/MS/ML/UB | Unión Soviética | Ataque a tierra/interceptor/combate | MiG‑23MLMiG‑23UB | 1             |                          |               |
| Avión de entrenamiento             |                 |                                     |                  |               |                          |               |
| Soko G-2 Galeb                     | Yugoslavia      | Ataque a tierra ligero              | G-2              | 5+            |                          |               |
| Avión de transporte táctico        |                 |                                     |                  |               |                          |               |
| Lockheed C-130 Hercules            | Estados Unidos  | Transporte táctico                  |                  | 1(3?)         | Uno capturado en tierra. |               |
| Helicópteros                       |                 |                                     |                  |               |                          |               |
| Mil Mi-24 Hind                     | Unión Soviética | Helicóptero de ataque pesado        | Mi-25            | 1+            |                          |               |
| Mil Mi-14                          | Unión Soviética | Helicóptero antisubmarino           | Mi-14            | 1             |                          |               |
| Mil Mi-2                           | Unión Soviética | Helicóptero de transporte           | Mi-2             | 1+            |                          |               |